# Hiroyuki Omichi
Hiroyuki Omichi (大道 広幸 Omichi Hiroyuki?, nacido el 25 de junio de 1987 en Ibaraki) es un exfutbolista japonés. Jugaba de centrocampista y su último club fue el Grulla Morioka de Japón.

## Trayectoria

### Clubes
| Club               | País  | Año         |
| ------------------ | ----- | ----------- |
| Kashima Antlers    | Japón | 2006 - 2010 |
| Fagiano Okayama    | Japón | 2011 - 2012 |
| AC Nagano Parceiro | Japón | 2013        |
| Grulla Morioka     | Japón | 2014        |

## Estadística de carrera

### J. League
| Club            | Año   | J. League | J. League | Copa J. League | Copa J. League | Total | Total |
| Club            | Año   | Part.     | Goles     | Part.          | Goles          | Part. | Goles |
| --------------- | ----- | --------- | --------- | -------------- | -------------- | ----- | ----- |
| Kashima Antlers | 2006  | 0         | 0         | 0              | 0              | 0     | 0     |
| Kashima Antlers | 2007  | 1         | 0         | 0              | 0              | 1     | 0     |
| Kashima Antlers | 2008  | 0         | 0         | 0              | 0              | 0     | 0     |
| Kashima Antlers | 2009  | 0         | 0         | 0              | 0              | 0     | 0     |
| Kashima Antlers | 2010  | 0         | 0         | 0              | 0              | 0     | 0     |
| Fagiano Okayama | 2011  | 1         | 0         | -              | -              | 1     | 0     |
| Fagiano Okayama | 2012  | 0         | 0         | -              | -              | 0     | 0     |
| Grulla Morioka  | 2014  | 7         | 0         | -              | -              | 7     | 0     |
| Total           | Total | 9         | 0         | 0              | 0              | 9     | 0     |

## Palmarés

### Títulos nacionales
| Título             | Club            | País  | Año  |
| ------------------ | --------------- | ----- | ---- |
| J1 League          | Kashima Antlers | Japón | 2007 |
| Copa del Emperador | Kashima Antlers | Japón | 2007 |
| J1 League          | Kashima Antlers | Japón | 2008 |
| J1 League          | Kashima Antlers | Japón | 2009 |
| Copa del Emperador | Kashima Antlers | Japón | 2010 |